# Mókusfarkmoha
A Mókusfarkmoha (Leucodon sciuroides)  egy fán élő (epifita) lombosmoha faj. A fokozódó légszennyezés miatt a lakott területek közelében egyre ritkább (Németország egyes részein a vörös listán veszélyeztetett fajnak nyilvánították), de a tiszta levegőjű helyeken gyakori.

## Megjelenése
A Leucodon sciuroides pleurokarp (oldaltermő) faj mely laza gyepet alkot a fák törzsén. Színe sötétzöld, a hajtás tövén barnásvörös. A hajtás  végek felkunkorodók, fényesek. Szárazon a levelek erősen a szárra simulnak, nedvesen elállók. A levelek tojásdad-lándzsásak, hegyes csúccsal, levélér nincs. A levéllemez sejtjei a levél közepén hosszúkás rombusz alakúak (prosenchymatikus), a levél szélén rövidebbek a sejtek, közel négyszögletesek. Spóratokot nagyon ritkán fejleszt. A tok felálló, hengeres, a fedő csúcsa kissé kihúzott, a toknyél vöröses. Száraz élőhelyeken a levelek tövében találhatunk sarjtesteket, melyekkel ivartalanul tud szaporodni.

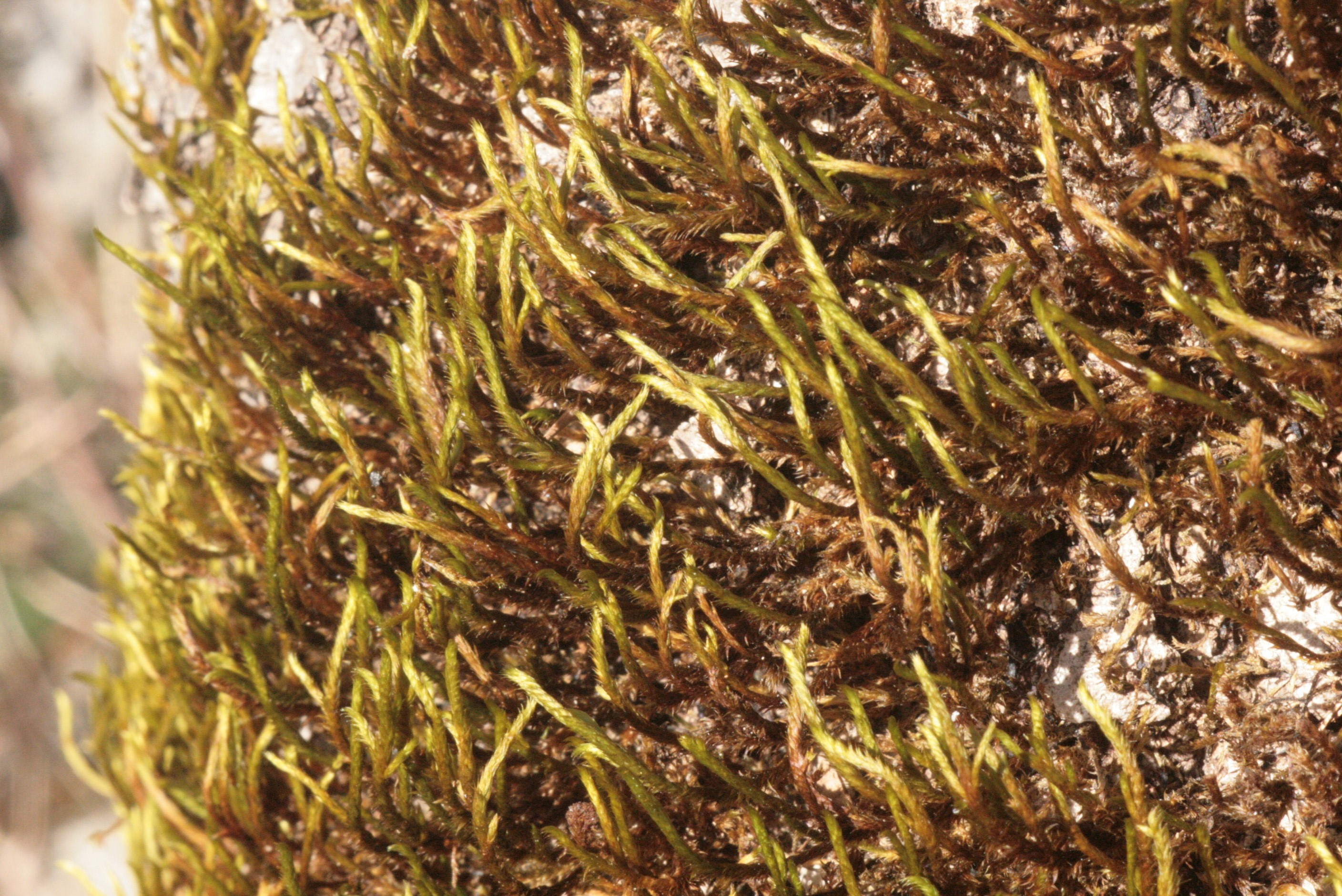
Szárazon a hajtás vég felkunkorodó, a levelek a szárra simulnak.
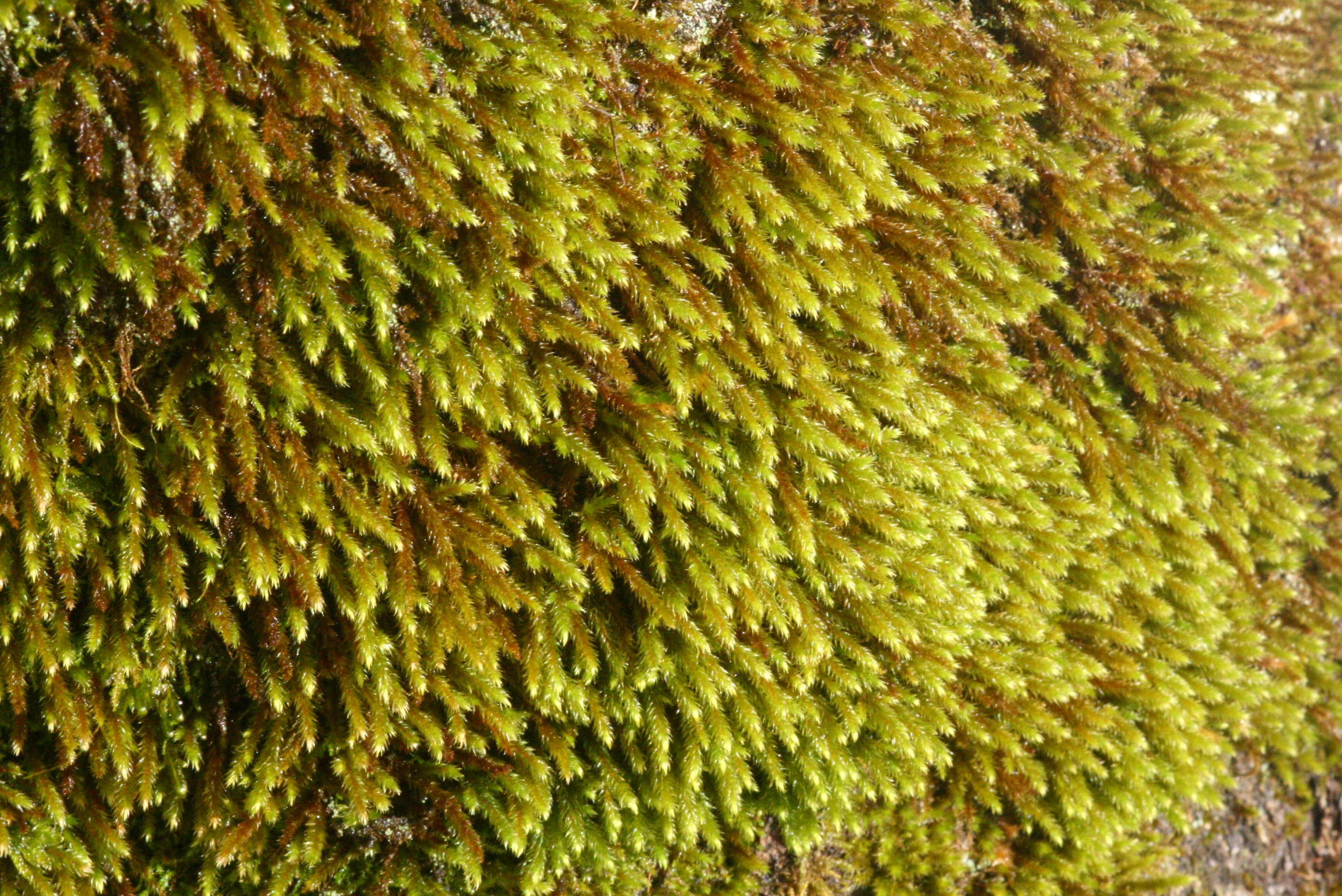
Nedvesen a hajtás kiegyenesedik, a levelek szétállók.
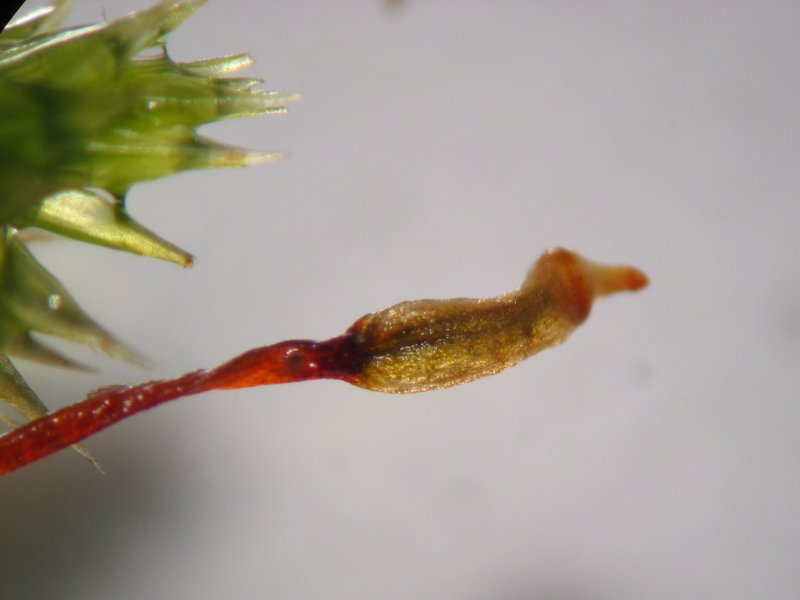
A Leucodon sciuroides spóratokja, ez ritkán figyelhető meg ennél a fajnál.
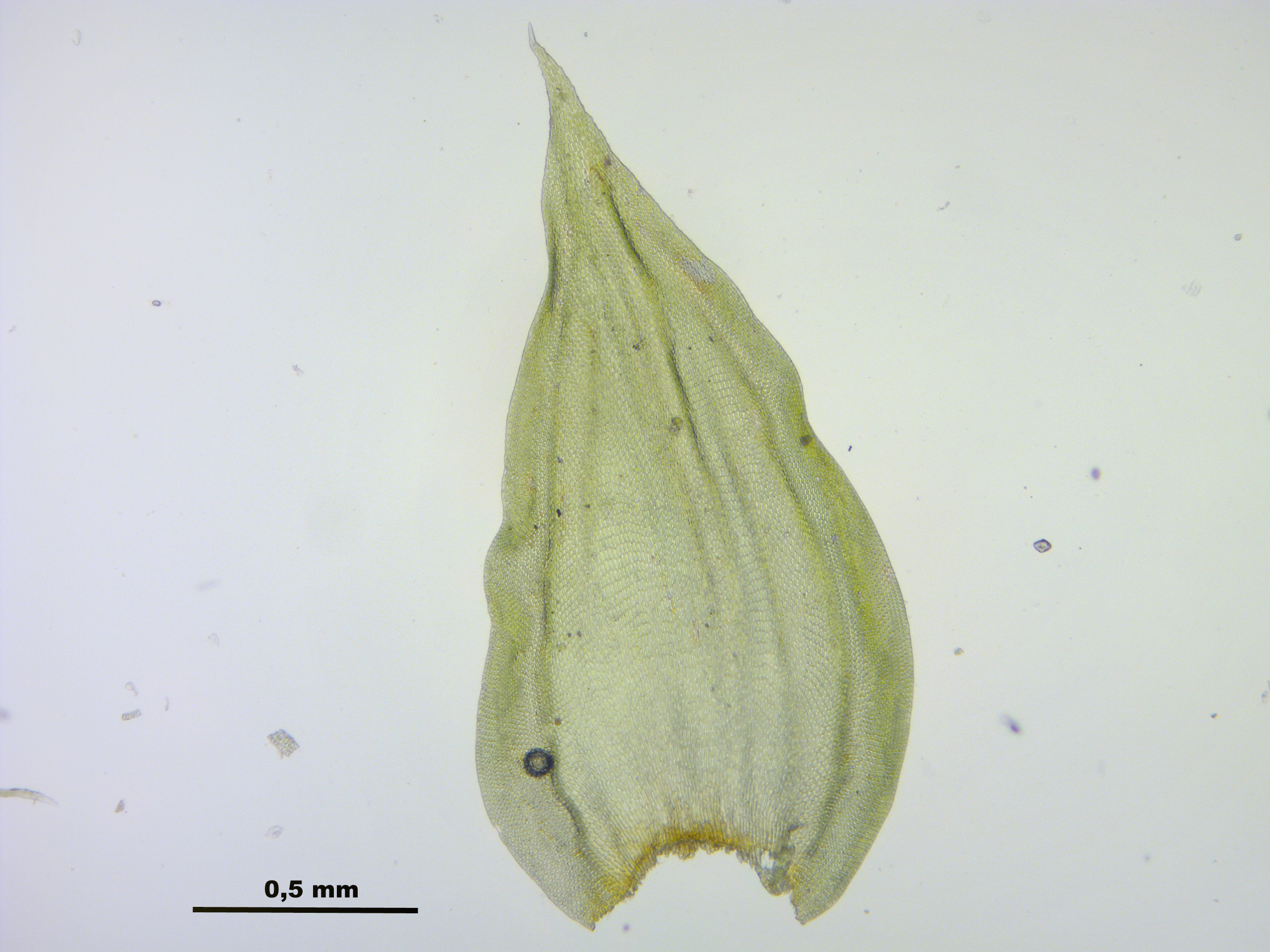
A levelek ér nélküliek.
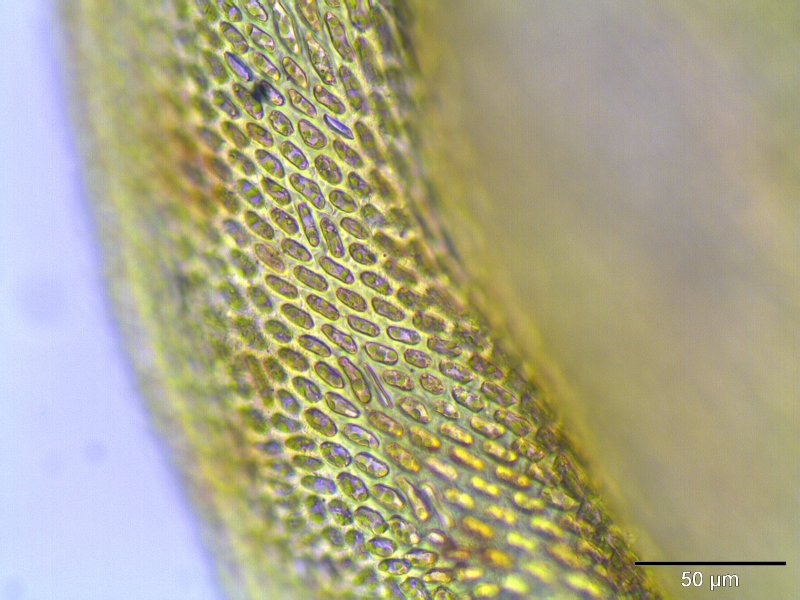
A levélsejtek a levél szélén kerekdedek (nagyítás: 400x).
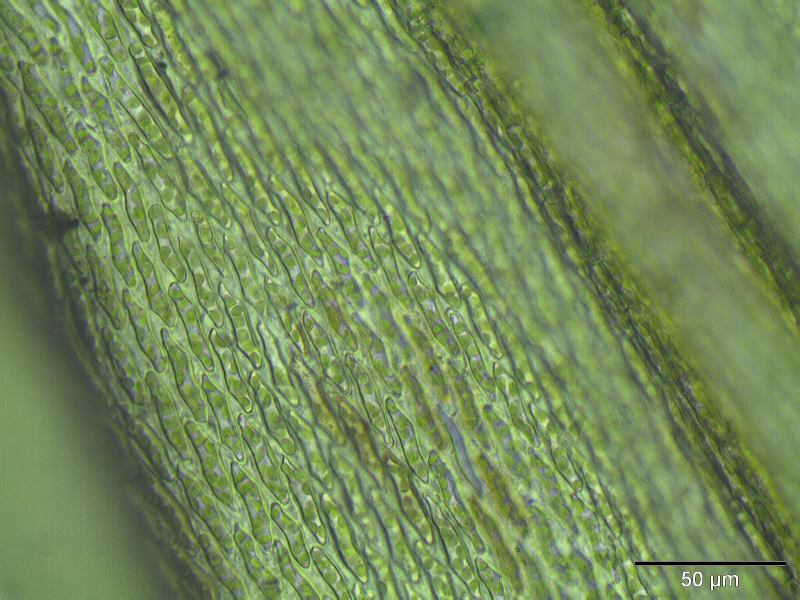
A levéllemez belső sejtjei rombusz alakúak (nagyítás: 400x).

## Elterjedése és élőhelye
Ez a faj epifita azaz fán élő moha. Erőteljes rizómák rögzítik a kéreghez a növényt.  A napsütötte, fényben gazdag szárazabb helyeken él, elsősorban lombhullató fák kérgén (juhar, kőris), nagyon ritkán mészkövön is megtalálható.  Európában gyakori, de megtalálható Észak-Afrikában, Ázsiában valamint az Azori-szigeteken is. Magyarországon gyakori erdei faj.

## Internetes hivatkozások
- Michael Becker honlapja - információ, képek (Német oldal)

- Swiss Bryophytes - Leucodon sciuroides (Svájci oldal)

- Bildatlas Moose - Leucodon sciuroides (Német oldal)

- BBS Field Guide - Leucodon sciuroides (Angol oldal)

## Fordítás
Ez a szócikk részben vagy egészben  az   Eichhörnchenschwanz-Weißzahnmoos című német Wikipédia-szócikk ezen változatának fordításán alapul.  Az eredeti cikk szerkesztőit annak laptörténete sorolja fel. Ez a jelzés csupán a megfogalmazás eredetét és a szerzői jogokat jelzi, nem szolgál a cikkben szereplő információk forrásmegjelöléseként.